# Jakob Fuglsang
Jakob Diemer Fuglsang (født 22. marts 1985 i Genève, Schweiz) er en dansk cykelrytter, der har vundet flere danske og internationale løb både i landevejsløb og mountainbike. Han vandt sølv i linjeløbet ved de Olympiske Lege i Rio de Janeiro i 2016. Han har to gange vundet danmarksmesterskabet i enkeltstart og er den eneste, der har vundet Post Danmark Rundt tre år i træk. Han har deltaget i alle tre Grand Tours: Giro d'Italia, Vuelta a España og Tour de France flere gange. I mountainbike blev han bl.a. verdensmester for U23-ryttere i 2007. Som professionel har han kørt for Team Saxo Bank, Radioshack-Nissan-Trek og siden 2013 for Astana Pro Team. Hans hidtil største triumf kom i 2019, da han sejrede i éndagsløbet Liège-Bastogne-Liège. Efterfølgende vandt han i 2019 for anden gang i karrieren etapeløbet Critérium du Dauphiné.

## Karriere
Jakob Fuglsang stammer fra Silkeborg og var tidligt i karrieren især kendt som mountainbikerytter. Allerede i 2005 viste Fuglsang sit store internationale format, da han vandt sølvmedalje ved EM og senere blev nr. fire ved VM i mountainbike for U23-ryttere. Også i danske løb viste han sit talent og vandt blandt andet DM i 2006, mens han i 2007 måtte tage til takke med andenpladsen efter sin faste rival, Peter Riis Andersen, der dog efterfølgende er blevet testet positiv og indrømmede brug af EPO. Ved siden af sin landevejskontrakt havde han en mountainbikekontrakt med Team Cannondale - Vredestein.
Han var samtidig fra slutningen af 2005 professionel på landevejsholdet Team Designa Køkken. Her opnåede han fine resultater i Post Danmark Rundt 2007, hvor han blev samlet nr. syv og fik en femteplads på tredje etape. I 2008 fik Jakob Fuglsang sit egentlige gennembrud som landevejsrytter, da han vandt Post Danmark Rundt. Dette skete efter en flot indsats på løbets "kongeetape" til Vejle, hvor han blev nummer 2, samt en solid præstation på den korte enkeltstart.[kilde mangler] Under løbet blev det offentliggjort, at Fuglsang i 2009 ville køre som professionel på Team CSC Saxo Bank (I 2009 bare Team Saxo Bank).
Den 11. juni 2009 fik han sit store internationale gennembrud, da han efter at have kørt fra de største favoritter, opnåede en 5. plads på kongeetapen til Mont Ventoux i Dauphiné Libéré, foran stjerner som Alberto Contador, Cadel Evans og Ivan Basso. Samlet set sluttede Jakob Fuglsang på en 6. plads i løbet. Et løb, der var hans første store internationale udfordring som professionel cykelrytter.
Den 2. august 2009 gentog han sejren i Post Danmark Rundt efter at han vandt etapen på Kiddesvej i Vejle og kom i den gule trøje efter Nicki Sørensen. Sejren i Danmark kom blot kort tid efter at han vandt Slovenien Rundt.
I juni 2010 lykkedes det ham at slutte på podiet i Schweiz Rundt med en tredjeplads.
I juli 2010 skulle Jakob Fuglsang prøve kræfter med sit første Tour de France hvor han kørte for Bjarne Riis' hold Team Saxo Bank. Han hjalp holdkammerat Andy Schleck til en samlet andenplads efter Alberto Contador (som dog senere fik frataget sejren, da man fandt clenbuterol i en urinprøve foretaget på en af Tourens hviledage). Jakob Fuglsang trak en stor del af slæbet på 17. etape sammen med Fabian Cancellara og Chris Anker Sørensen så Andy Schleck kunne vinde, og Andy Schleck fik også sin etapesejr. Som danmarksmester i enkeltstart klarede han sig godt på 19. etape, og efter første mellemtid fik han en 15. plads. Han var den dansker, som klarede sig bedst i klassementet af Tour De France 2010 (50. plads).
I 2011 skiftede Jakob Fuglsang til Leopard-Trek, senere RadioShack-Nissan, og vandt første etape af Vuelta a España. I 2012 kom han dog i uføre med holdledelsen for at have udtalt sig positivt om et skift til Team Saxo Bank-Tinkoff Bank, hvilket betød, at han blev udelukket fra World Tours resten af sæsonen. Han klarede sig godt i 2012 og vandt både Luxembourg Rundt og Østrig Rundt.
Jakob Fuglsang blev i 2013 nr. 4 i opvarmningsløbet til Tour de France, Critérium du Dauphiné, og var blot 4 sekunder fra en podieplacering. I Tour de France samme år opnåede han en andenplads på niende etape. Samme år nåede han sin hidtil bedste samlede placering i løbet med en syvendeplads.
Ved OL 2016 i Rio de Janeiro sluttede Jakob Fuglsang på en andenplads i landevejsløbet (linjeløbet) og vandt dermed OL-sølv efter en slutspurt, hvor han sluttede på hjul umiddelbart efter den olympiske mester, Greg van Avermaet (Belgien), men foran Rafal Majka (Polen) på tredjepladsen.
Et af karrierens bedste resultater opnåede Fuglsang, da han vandt to etaper og tog den samlede sejr i Critérium du Dauphiné 2017. Denne præstation overgik han i 2019, da han efter flere podieplaceringer i store éndagsløb kørte alene i mål som sejrherre i Liège-Bastogne-Liège.
Årets store mål i 2019 var Tour de France, hvor Astana-kaptajnen sigtede efter en podieplacering, men udgik på 16. etape efter et styrt.
I februar 2020 beskrev bl.a. danske og norske medier, at Fuglsang i 2019 ifølge en lækket rapport havde været genstand for en undersøgelse af Cycling Anti-Doping Foundation (CADF), cykelsportens uafhængige antidoping-enhed. Ifølge rapporten skulle den danske stjerne være knyttet til den bandlyste læge Michele Ferrari. Fuglsang og Astana afviste, at han haft nogen forbindelse med Ferrari, og CADF udsendte efterfølgende en erklæring, hvor de beklagede, at den fortrolige rapport var blevet lækket, og forklarede, at de ikke havde fundet dokumentation for nogen overtrædelser og derfor havde henlagt sagen. Affæren blev senere af flere mediekommentatorer betegnet som en ikke-historie.

## Privatliv
Jakob Fuglsang blev gift med Loulou Fuglsang i 2015 efter at have været sammen siden 2011, og de fik en datter i 2017. Loulou Fuglsang annoncerede i 2022, at de forventede endnu et barn den sommer.

## Meritter
2002
1.  XC Junior danmarksmester
2003
1.  XC Junior danmarksmester
2007
1.  XC U-23 verdensmester
1.  Maraton MTB danmarksmester
2. sammenlagt Absa Cape Epic
3. sammenlagt GP Tell
2008
1.  sammenlagt Absa Cape Epic
1.  sammenlagt Danmark Rundt
2. sammenlagt Les 3 Jours de Vaucluse
2. sammenlagt Ronde de l'Oise
3. Paris-Troyes
2009
1.  sammenlagt Slovenien Rundt
1., etape 1
1.  sammenlagt Danmark Rundt
1., etape 3
2. Giro dell'Emilia
6. sammenlagt Catalonien Rundt
6. sammenlagt Dauphiné Libéré
10. sammenlagt Irland Rundt
2010
1.  Nationale mesterskab i enkeltstart
1.  sammenlagt Danmark Rundt
2. Memorial Frank Vandenbroucke
2. Gran Premio Bruno Beghelli
3. sammenlagt Tour de Suisse
3. Tour de l'Eurométropole
4. Lombardiet Rundt
9. Grand Prix Herning
2011
1. etape 3 Danmark Rundt
Vuelta a España
1., etape 1 (TTT)
Var iført den røde trøje på 2. etape 
4. sammenlagt Tour de Suisse
4. Amstel Gold Race
2012
1.  Nationale mesterskab i enkeltstart
1.  sammenlagt Luxembourg Rundt
1.  sammenlagt Østrig Rundt
1., etape 4
4. Trofeo Deyá
6. sammenlagt USA Pro Cycling Challenge
2013
Vuelta a España
1., etape 1 (TTT)
4. sammenlagt Critérium du Dauphiné
6. sammenlagt Andalusien Rundt
7. sammenlagt Tour de France
8. Vuelta a Murcia
2014
5. sammenlagt Paris-Nice
7. sammenlagt Romandiet Rundt
10. sammenlagt Critérium du Dauphiné
2015
7. sammenlagt Tour of Oman
7. sammenlagt Paris-Nice
8. La Flèche Wallonne
9. Liège-Bastogne-Liège
2016
3. sammenlagt Tour of Oman
3. sammenlagt Giro del Trentino
1., etape 1 (TTT)
2. sammenlagt Olympiske Lege, Linjeløb, Rio de Janeiro
2017
1.  Critérium du Dauphiné
Samlet vinder
1., etape 5 og etape 7
6. sammenlagt Volta a la Comunitat Valenciana
2018
2. samlet Tour de Suisse
3. samlet Volta a la Comunitat Valenciana
4. samlet Romandiet Rundt
1., 4. etape
4. samlet Vuelta a Andalucía
6. Vuelta a Murcia
8. Amstel Gold Race
8. Milano-Torino
10. Liège-Bastogne-Liège
2019
1.  Samlet Critérium du Dauphiné
1.  Samlet Vuelta a Andalucía
1. Liège-Bastogne-Liège
Vuelta a España
1., 1. etape (TTT) og 16. etape
2. Strade Bianche
2. La Flèche Wallonne
3. samlet Tirreno-Adriatico
1., 5. etape
3. Amstel Gold Race
4. samlet Baskerlandet Rundt
6. samlet Vuelta a Murcia
1.  Bjergkonkurrence
2020
1.  Vuelta a Andalucia
Samlet vinder
1., etape 1 og etape 3
1. Lombardiet Rundt
2022
1. Mercan'Tour Classic Alpes-Maritimes

### Tidslinje over resultater fra Grand Tour generel klassifikation
| Grand Tour | 2009 | 2010 | 2011 | 2012 | 2013 | 2014 | 2015 | 2016 | 2017 | 2018 | 2019 |
| ---------- | ---- | ---- | ---- | ---- | ---- | ---- | ---- | ---- | ---- | ---- | ---- |
| Giro       | –    | –    | –    | –    | –    | –    | –    | 12   | –    | –    | –    |
| Tour       | –    | 50   | 49   | –    | 7    | 36   | 23   | 52   | WD   | 12   | WD   |
| Vuelta     | 56   | –    | 11   | –    | 29   | –    | –    | –    | –    | –    | 13   |

WD = Udgået; IP = I gang

### Andre store etapekonkurrencer
| Konkurrence           | 2009 | 2010 | 2011 | 2012 | 2013 | 2014 | 2015 | 2016 | 2017 | 2018 | 2019 |
| --------------------- | ---- | ---- | ---- | ---- | ---- | ---- | ---- | ---- | ---- | ---- | ---- |
| Paris-Nice            | 27   | 93   | WD   | –    | WD   | 5    | 7    | –    | 12   | 14   | –    |
| Tirreno-Adriatico     | -    | -    | -    | -    | -    | -    | -    | 13   | -    | -    | 3    |
| Baskerlandet Rundt    | 17   | 37   | 35   | –    | 31   | –    | –    | –    | 63   | –    | 4    |
| Catalonien Rundt      | 6    | –    | –    | WD   | 11   | 11   | –    | –    | 15   | -    | –    |
| Romandiet Rundt       | –    | –    | –    | WD   | –    | 7    | 17   | –    | –    | 4    | –    |
| Critérium du Dauphiné | 6    | –    | –    | –    | 4    | 10   | –    | –    | 1    | -    | 1    |
| Tour de Suisse        | –    | 3    | 4    | 25   | WD   | –    | –    | –    | –    | 2    | –    |